# Заречный Вишур
Заречный Вишур — деревня в Шарканском районе Удмуртской республики.

## География
Находится в восточной части Удмуртии на расстоянии приблизительно 18 км на юго-запад по прямой от районного центра села Шаркан.

## История
Основана переселенцами из деревни Мувыр. В 1873 году отмечалась как починок Вишур (Заречный) с 32 дворами, в 1893 — 68, в 1905 — 92, в 1924 (уже современное название) — 102. До 2021 года административный центр Заречно-Вишурского сельского поселения.

## Население
Постоянное население составляло 333 человека (1873), 580 (1893), 700 (1905), 636 (1924), 487 человек в 2002 году (удмурты 96 %), 376 в 2012.